# Davis (California)
Davis è una città della California situata nella contea di Yolo, nota per ospitare il campus universitario dell'Università della California - Davis.
Davis è situata a 18 km a ovest di Sacramento, la capitale dello Stato della California e 113 km a nord-est di San Francisco.
Il territorio è verde e piuttosto pianeggiante motivo, insieme alle numerose piste ciclabili, per cui la città è divenuta nota per essere un paradiso per i ciclisti.